# Stefan Pękała
Stefan Pękała – główny bohater mikropowieści Ireneusza Iredyńskiego Manipulacja.
Stefan jest rzeźbiarzem, pozuje na artystę awangardowego. Na zaproszenie szwajcarskiej galerii sztuki wyjeżdża do Zurychu, aby w komfortowych warunkach przygotować swoją wystawę. Nie zna jednak żadnego języka obcego i z tego powodu za granicą czuje się wyobcowany. 
Kiedy poznaje młodego Szwajcara polskiego pochodzenia Andreasa, dostrzega w tym szansę na porozumienie w ojczystym języku. Nowo poznany mężczyzna staje się sprawcą wmieszania Pękały w anarchistyczną awanturę. Wernisaż staje się skandalem, a Stefana zaaresztowano.